# Annexförsamling
Annexförsamling (ofta kallat endast annex) är inom Svenska kyrkan en församling, som ingår i ett pastorat och inte är moderförsamling. 
Pastorat med annexförsamlingar fanns i Sverige redan under medeltiden, men de blev allmänna först efter reformationens införande. För att bereda illa avlönade kyrkoherdar tillräckliga inkomster stadgades nämligen i Västerås ordinantia (1527) att, där gällen[förklaring behövs] var svaga, två skulle förenas till ett.